# دانیل فرانسوا مالان
دانیل فرانسوا مالان (به انگلیسی Daniel François Malan)؛ (۲۲ می ۱۸۷۴ – ۷ فوریه ۱۹۵۹) سیاستمدار آفریقای جنوبی که از سال ۱۹۴۸ تا سال ۱۹۵۴ نخست‌وزیر آفریقای جنوبی بود. حزب ملی او در دوران آپارتاید به قدرت رسید و پیاده‌سازی جامع طرح‌های خود را آغاز کرد.

## زندگی‌نامه
دانیل فرانسوا مالان در بیست و دوم مه ۱۸۷۴ در ریبیک غربی در آفریقای جنوبی زاده شد. وی در  دانشگاه ویکتوریا، استلنبوش آفریقای جنوبی کسب تحصیل کرد و در سال ۱۹۰۵ در دانشگاه اوترخت هلند، دکترای خود را در رشته الهیات دریافت کرد. وی به مدت ۶ سال نخست‌وزیر آفریقای جنوبی بود. مالان در هفتم فوریه سال ۱۹۵۹ در استلنبوش کیپ غربی آفریقای جنوبی درگذشت.

## فعالیت‌ها
فرانسوا مالان یکی از دولتمردان و سیاستمدارانی است که برای اولین بار دولت آفریقای جنوبی را براساس سیاست تبعیض نژادی تشکیل داد. وی به عنوان یک مدافع قدرتمند آرمان آفریقایی و استفاده از زبان آفریقایی، در سال ۱۹۱۵ روزنامه «دای برگر کیپ تاون» که یک سال قبل توسط جی.بی.ام. هرتزوگ تأسیس شده بود و از حزب ملی حمایت می‌کرد را منتشر کرد.
فرانسوا مالان در ورود به پارلمان در سال ۱۹۱۸، بسرعت استعداد قابل توجهی به ویژه به عنوان یک سخنران قوی را از خود نشان داد. سال بعد به عنوان یکی از اعضای هیئت نمایندگی آفریقای جنوبی برای درخواست استقلال و تعیین سرنوشت به کنفرانس صلح ورسای رفت. در سال ۱۹۲۴ وی به عنوان وزیر کشور به کابینه هرتزوگ پیوست. در این منصب بود که قوانین آفریقای جنوبی را تدوین کرد، ملیت آفریقای جنوبی و پرچم آن را مشخص کرد و زبان آفریقایی را به عنوان زبان رسمی کشورش جایگزین زبان هلندی کرد. (پیش از آن زبان هلندی زبان رسمی آفریقای جنوبی بود).
هنگامی که در سال ۱۹۳۴حزب ملی هرتزوگ با حزب آفریقای جنوبی جان اسموتز با هم ادغام شدند، مالان دولت را ترک کرد و حزب ملی تصفیه شده را تأسیس کرد که به حزب رسمی اپوزیسیون تبدیل شد. این حزب در سپتامبر سال ۱۹۳۹ برای دور نگاه داشتن آفریقای جنوبی از جنگ جهانی دوم رای داد ولی شکست خورد. هرتزوگ که طرفدار بی‌طرفی در جنگ بود با مالان متحد شد، و آن‌ها در اواخر سال ۱۹۳۹ حزب ملی دوباره متحد شده را تشکیل دادند.